# Нозологія
Нозоло́гія (грец. νόσος (хвороба) + грец. λόγος (вчення)) — учення про хвороби, що містить біологічні та медичні основи хвороб, а також їхню етіологію, патогенез, номенклатуру і класифікації, профілактику захворювань. Відповідно до нозології виділяють нозологічні одиниці, або форми, тобто ту чи іншу конкретну хворобу з типовим для неї поєднанням симптомів і функціонально-морфологічними змінами, які є їх основою, а також певною етіологією й патогенезом.

## Розділи нозології
Нозологію становлять такі вчення і поняття:
- медицина — вчення про причини виникнення хвороб;
- Патогенез — механізми виникнення та розвитку хвороби;
- Патоморфологія — морфологічні зміни, що виникають при розвитку хвороб;
- Вчення про номенклатуру і класифікацію хвороб;
- Теорія діагнозу, тобто ідентифікація хвороб;
- Патоморфоз — вчення про мінливість хвороб під впливом різних факторів;
- Лікарські помилки і ятрогенії — хвороби та патологічні стани, які спричинює дія медичного персоналу.